# Alexander Bach

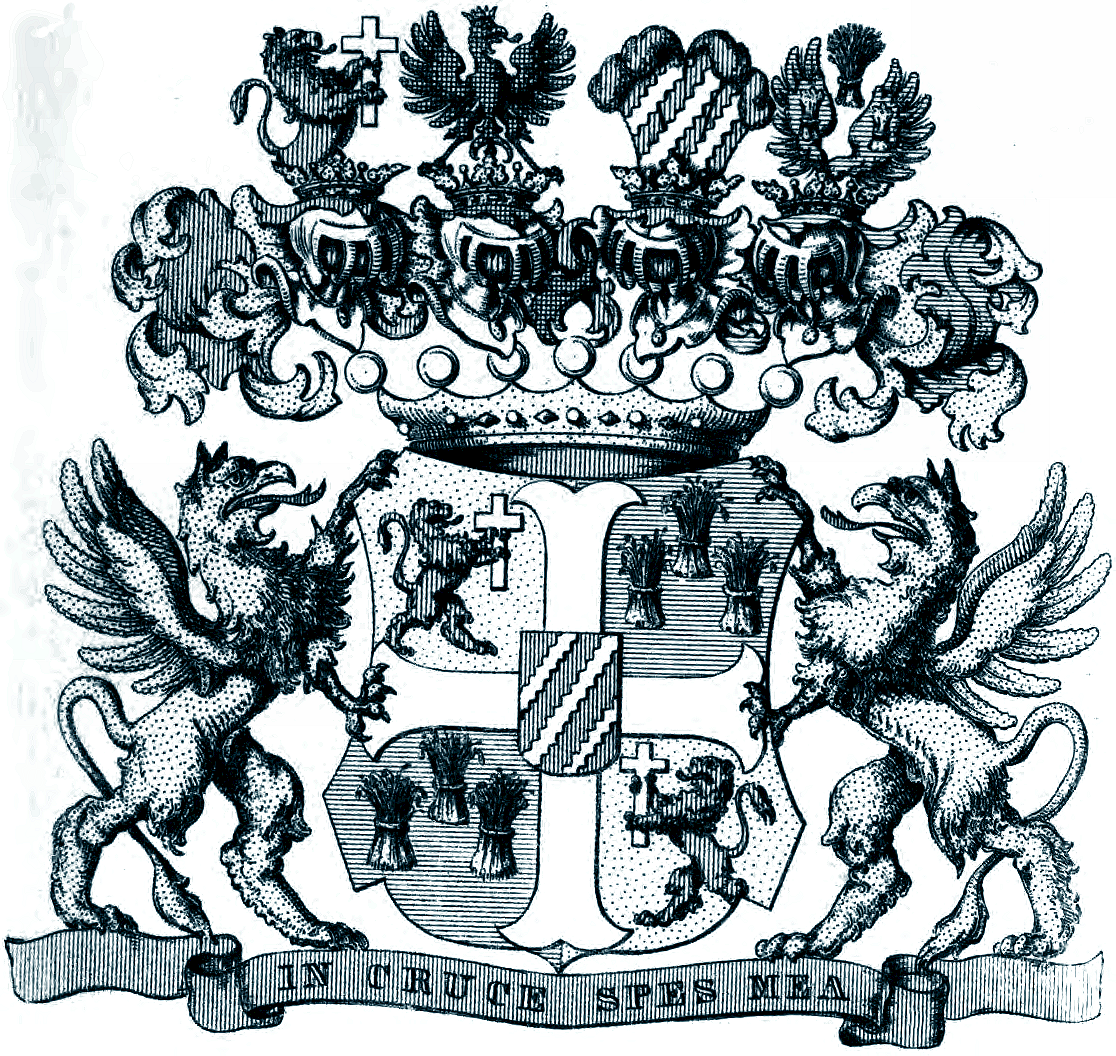
A von Bach csolád címére 1854

Báró Alexander von Bach (Loosdorf, 1813. január 4. – Unterwaldersdorf, 1893. november 12.) osztrák politikus, ügyvéd. 1850-től 1859-ig osztrák belügyminiszter.

## Életpályája
Apja, Michael Bach polgári származású jogász volt. Testvérei August Bach, Otto Bach és Eduard Bach, politikus. Szülei révén magántanárnál tanulhatott. Az érettségi vizsga után Bécsben tanult az egyetem jogtudomány szakán. Felsőfokú tanulmányairól, hogy példát adjon, a családi kastélyban írta meg jogi dolgozatát.
Jó kapcsolatai révén a császári kamarában kapott állást. Apja 1842-ben elhunyt. Átvette tőle az irodáját és bővítette üzleti kapcsolatait. 1847-ben egy keleti expedícióra vállalkozott, ahová testvérével, Augusttal ment el.
Karl Ludwig von Ficquelmont miniszterelnök lemondása után a helyére ideiglenesen Franz von Pillersdorf báró került, 1848. április 25-én. Bach tagja akart lenni a Pillersdorf-kormánynak, de csak az azt követő Doblhoff-kormányba került be, ők azonban nem léptek túl semmilyen határt.
Ugyanezen év július 19-én I. Ferdinánd császár uralkodása idején Anton von Doblhoff-Dier báró lett a miniszterelnök. A császár engedélyével nevezte ki Bachot igazságügyi miniszternek. Kinevezéséről cikket közölt egy bécsi hírlap is, amelyben Bach a következő bölcsességet mondta: „A jog embere – egy igaz ember!” (Ein Mann des Rechts – ein rechter Mann!)
Úgy tűnt, hogy az új liberális kormány 1848 októberére összeomlik, 1848. október 21-én pedig megbukott. Von Doblhoff-Dier miniszterelnök utóda Johann von Wessenberg lett. A gyors váltás következménye az volt, hogy a két kormányt gyakran Wessenberg–Doblhoff-kormánynak is nevezték.
Az 1848-1849-es magyar forradalom és szabadságharc leverésekor és az ezt követően hivatalban levő osztrák kormányok belügyminisztere báró Alexander Bach volt. A bécsi forradalom juttatta a kormányba, de a nagyburzsoázia képviselőjeként a Habsburgok legmegbízhatóbb eszközévé vált, neve és kezdeményezései „fémjelzik” az 1850-es években az abszolutizmus belpolitikáját. Magyarország függetlenségének és viszonylagos önállóságának teljes felszámolására törekedve, az egyre nagyobb létszámmal működő hivatalokat jórészt idegen származású tisztviselőkkel („Bach-huszárok”) töltötte meg, és ő honosította meg a zsandárok (később csendőrök) intézményét. Rendszerének egyik talpköve a titkosrendőrség volt. Bukását Ausztriának a piemonti francia koalíciótól 1859-ben elszenvedett veresége idézte elő, mert ez a Habsburgokat a Bach-rendszernél hajlékonyabb politikára késztette.
A harmadik bécsi forradalom következtében Wessenberg is megbukott. Az új miniszterelnök Felix zu Schwarzenberg lett, akit Windisch-Grätz juttatott posztjára. A Schwarzenberg-kormány új tagja Franz Seraph Stadion lett, aki a belügyminiszteri posztot töltötte be, így Bach újra igazságügyi miniszter lett. Stadion viszont megbetegedett, így Bach visszaállt a helyére 1849. július 28-án. Anton von Schmerling báró lett az új igazságügyi miniszter, Stadion pedig üzleti pályára lépett. 
1855-ben a IX. Piusz pápával megkötött konkordátumot is ő írta alá.
1859-ben a szárd–francia–osztrák háborúban Ausztria alulmaradt a solferinói csata során, ezért Bachot hibáztatták és kénytelen volt lemondani.
Ezek után Vatikánba küldték nagykövetnek, 1867-ben Rómában szolgált.

## Kitüntetései
- a Osztrák Császári Lipót-rend lovagkeresztje
- a Ferenc József-rend lovagkeresztje

## Lásd még
- Bach-korszak
- Bach-huszárok